# Крюков Микола Олександрович

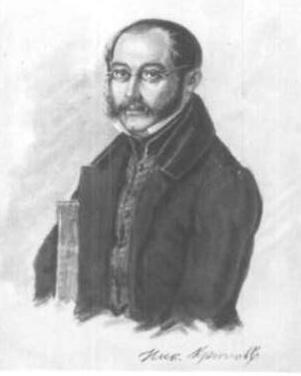
Крюков Микола Олександрович. 1836рік. Акварель Бестужева М. О. Автограф Миколи Крюкова.

Микола Олександрович Крюков (1800 — 30 травня 1854) — декабрист, поручик квартирмейстерської частини. Брат Крюкова Олександра Олександровича.

## Біографія
З дворян. Виховувався в Московському університетському пансіоні до 1813 року, потім у Нижньому Новгороді в пансіоні Стадлера, в 1814 році знаходився в будинку батьків. Вступив до Московського навчальний заклад для колонновожатих і зарахований колонновожатим в свиту по квартирмейстерської частини — 12 червня 1817 року, випущений прапорщиком — 10 березня 1819 року. З квітня 1820 року перебував на зйомці Подільської губернії. Поручик — 29 березня 1825 року. У 1825 році відряджений для зйомки Київської губернії.
Член Союзу благоденства. Прийнятий у Південне товариство наприкінці 1820 року. Схвалював введення республіканського правління зі знищенням монархії. Знав про плани товариства почати дії в 1826 році. Ховав папери Пестеля.
Заарештовано майже відразу ж після арешту П. І. Пестеля і утримувався при Головній квартирі 2 армії, відправлений з Тульчина до Петербурга 28 грудня 1825 року, доставлений на головну гауптвахту 5 січня 1826 року; 6 січня 1826 року переведений у Петропавловську фортецю.
Засуджений, як і брат О. Крюков, по II розряду і по конфірмації 10 липня 1826 року засуджений до каторжних робіт на 20 років, термін каторги скорочений до 15 років — 22 серпня 1826 року. Відправлений з Петропавлівської фортеці до Сибіру — 19 січня 1827 року. Покарання відбував у Читинському острозі і Петровському заводі. У Читі і Петровських казематах брав активну участь в організації музичних вечорів і вистав. Співав у хорі (бас). Віддавав перевагу філософської літературі. Написав трактат «Міркування про релігію». Термін каторги скорочено до 10 років — 8 листопада 1832 року. Разом з братом О. Крюковим відправлений достроково на поселення в с. Онашіно Єнісейської губернії в грудні 1835 року, через рік обидва переселені до міста Мінусінськ, мали власний будинок. Хороший столяр і слюсар. Всі меблі для дому зробив сам.Взяв на піклування і кілька років утримував у Мінусінську богадільню. Отримавши дозвіл на цивільну службу, працював канцеляристом 4-го розряду. У 1854 році М. О. Крюков помер, не доживши двох років до амністії.
Помер у Мінусінську, могила не збереглася.
Дружина (фактичний шлюб з 1842 року, повінчані 9 листопада 1853 року) — Марфа Дмитрівна Сайлотова, дочка хакаса і російської селянки (до цього була куховаркою в декабристів братів Бєляєвих).

## Нагороди
За праці з топографічної зйомці нагороджений орденом святої Анни 4 ступеня 10 липня 1822 року.